# Имиграција у Немачку
Имиграција у Немачку, како у савременим границама земље, тако и у многим политичким ентитетима који су јој претходили, дешавала се током историје земље. Немачка је данас једна од најпопуларнијих дестинација за имигранте у свету, са више од милион људи који се пресели тамо сваке године од 2013. године. Од 2019. године, око 13,7 милиона људи који живе у Немачкој, или око 17% становништва, су имигранти прве генерације.
Чак и пре формалног оснивања Немачке 1871. године, њене претходнице, као што су Свето римско царство и Немачка конфедерација, биле су дестинације за имигранте. Рани примери укључују протестанте који траже верску слободу и избеглице из поделе Пољске. Значајна је била и имиграција Јевреја, углавном из источне Европе. У 20. веку, растући антисемитизам и ксенофобија резултирали су масовном емиграцијом немачких Јевреја и кулминирали Холокаустом, у којем су скоро сви преостали немачки Јевреји и многе друге верске или етничке групе, као што су немачки Роми, систематски убијани. У деценијама од тада, Немачка је доживела обновљену имиграцију, посебно из источне и јужне Европе, Турске и Блиског истока. Од 1990. године, Немачка је једна од пет најпопуларнијих одредишних земаља за имигранте у свету. Према федералном заводу за статистику из 2016. године, сваки пети Немац има барем делимичне коријене изван земље.
У савременој Немачкој, имиграција је генерално расла и опала са економијом земље. Економски процват 2010-их, заједно са укидањем радних виза за многе грађане ЕУ, донео је одржив прилив људи из других делова Европе. Земља је такође доживела неколико различитих великих таласа имиграције. То укључује присилно пресељење етничких Немаца из источне Европе после Другог светског рата, програм гастарбајтера 1950-1970-их, и етничке Немце из бивших комунистичких држава који траже своје право на повратак након распада Совјетског Савеза. Немачка је такође прихватила значајан број избеглица из југословенских ратова 1990-их и грађанског рата у Сирији 2010-их.
Дјеломично мотивисана ниским наталитетом и недостатком радне снаге, политика њемачке владе према имиграцији је генерално била релативно либерална од 1950-их, иако су се конзервативни политичари опирали нормализацији Њемачке као земље имиграната и сходно томе су закони о држављанству остали релативно рестриктивни све до средином 2000-их. Велика реформа закона о имиграцији из 2005. године довела је до тога да је држава по први пут посветила ресурсе интеграцији придошлица и значајно либерализовала тржиште рада за квалификоване професионалце док га је ограничила на неквалификоване раднике. Мање имиграционе реформе 2009, 2012. и 2020. допринеле су широком тренду либерализације, иако и даље постоје позиви за свеобухватнију реформу, посебно да би се поједноставила акредитација страних квалификација и олакшало компанијама да запошљавају не-грађани ЕУ.

## Историја имиграције у Немачку

### Пре уједињења
Контрареформација у 16. и 17. веку довела је до тога да се велики број протестаната насели у протестантским — или барем верски толерантним — кнежевинама и градовима Светог римског царства, који ће већински касније постати Немачка. Према једној процени, укупно 100.000 протестаната доселило се из хабзбуршких земаља у садашњу јужну и централну Немачку у 17. веку.
Велики број хугенота је такође побегао из Француске након масакра на дан Светог Вартоломеја 1572. године, од којих се око 40.000 настанило у данашњој Немачкој. Иако су се многи вратили у Француску након Нантског едикта из 1598. године, који је прогласио политику верске толеранције према хугенотима, поновљени таласи сукоба и прогона у наредних неколико векова подстакли су нове таласе емиграције. Бранденбург-Пруска, Хесен-Касел, Бранденбург-Бајројт и Хановер су биле главне дестинације насељавања хугенота у то време.
Неколико хиљада енглеских и шкотских презбитеријанаца такође је побегло од насилне владавине Мери I; многи су се настанили у Франкфурту. Многи холандски калвинисти су се населили у северозападној Немачкој након холандске побуне.

### После Другог светског рата до поновног уједињења (1945—1990)

#### Присилна емиграција етничких Немаца из источне и централне Европе
Пред крај Другог светског рата, и након њега, до 12 милиона избеглица етничких Немаца, такозваних „Heimatvertrieben“ (немачки за „прогнани“, дословно „расељена лица из домовине“) било је принуђено да се исели из бивше Немачке. Области, као на пример Шлезија или Источна Пруска, у новоформиране државе послератне Немачке и Аустрије коју су окупирали савезници, због промене граница у Европи.

#### Програми за гастарбајтере
Због недостатка радне снаге током „економског чуда) 1950-их и 1960-их, влада Западне Немачке је потписала билатералне споразуме о запошљавању са Италијом 1955, Грчком 1960, Турском 1961, Мароком 1961, Мароком, Португалом 1961, Тунисом 1965. и Југославијом 1968. године. Ови споразуми су омогућавали немачким компанијама да регрутују стране држављане за рад у Немачкој. Радне дозволе су се прво издавале на две године, након чега је ангажовани радници требало да се врате у своје земље. Међутим, многе компаније су више пута обнављале дозволе за рад; неки од билатералних уговора су чак ажурирани да би радницима дали стални боравак по доласку. Као резултат тога, иако су се многи на крају вратили у своје земље порекла, неколико милиона регрутованих радника и њихових породица на крају се трајно настанило у Немачкој. Ипак, влада је наставила да охрабрује јавну перцепцију пристиглих имиграната као привремених гастарбајтера (Gastarbeiter) и дуги низ година није пружала довољно средстава за њихову интеграцију у немачко друштво.
Источна Немачка је успоставила сличне шеме регрутовања страних лица, али у много мањим размерама и искључиво са другим социјалистичким државама. Већина страних радника регрутованих у Источну Немачку, локално познатог као Вертрагсарбеитер, долазило је из Северног Вијетнама (око 60.000), Кубе (30.000), Мозамбика (21.000) и Анголе (6.000). Влада је приказивала Источну Немачку као пострасно друштво и назвала стране раднике социјалистичким „пријатељима“ који ће научити вештине које би потом могле да се примене у својим матичним земљама. У стварности, расизам и експлоатација су били широко распрострањени. Радници су углавном били стриктно одвојени од локалног становништва и радили су ситне послове које су мештани одбијали да раде. Значајан део њихових плата су често били преусмерени на њихове матичне владе, чинећи њихове животе несигурним. Након поновног уједињења Немачке 1990. године, многи од отприлике 90.000 страних радника који су живели у Источној Немачкој нису имали правни статус радника имигранта према западном систему. Сходно томе, многи су се суочили са депортацијом или превременим укидањем боравишне и радне дозволе, као и са отвореном дискриминацијом на радном месту и расизмом у свакодневном животу. Велика већина се на крају вратила у своје матичне земље.

#### Имиграција из Источне Немачке у Западну Немачку
Током 1980-их, постепеним отварањем источног блока отпочео је мањи али сталан ток Источних Немаца који су емигрирали на Запад (Übersiedler). Године 1990, када је дошло до поновног уједињења Немачке, број је нарастао на 389.000.

#### Aussiedler
Како су земље источног блока постепено почеле да отварају своје границе 1980-их, велики број етничких Немаца из ових земаља почео је да се сели у Немачку. Немачки закон у то време признавао је готово неограничено право на повратак за људе немачког порекла, којих је било неколико милиона у Совјетском Савезу, Пољској и Румунији. Немачка је у почетку добијала око 40.000 годишње. Године 1987. број се удвостручио, 1988. поново се удвостручио, а 1990. године је скоро 400.000 емигрирало. По доласку, етнички Немци су одмах постали држављани у складу са чланом 116. Основног закона и добијали финансијске и многе социјалне бенефиције, укључујући и језичку обуку, јер многи нису говорили немачки. Друштвена интеграција је често била тешка, иако су етнички Немци имали право на немачко држављанство, али многим Немцима нису деловали као Немци. Године 1991. ступила су на снагу ограничења, тако да су етнички Немци били распоређени у одређена подручја, губили бенефиције ако су се селили. Немачка влада је такође охрабрила неколико милиона етничких Немаца који живе у бившем Совјетском Савезу и источној Европи да тамо остану. Од јануара 1993. године, не може се доселити више од 220.000 етничких Немаца годишње.

#### Избеглице
Трећи ток имиграције почев од средине 1980-их чиниле су ратне избеглице, које је Западна Немачка прихватила више од било које друге западноевропске земље због скоро неквалификованог права на азил. Само у периоду од 1979. до 1986. године око 300.000 Иранаца побегло је од прогона у јеку Иранске револуције. Значајан број тражилаца азила дошао је из Турске након војног удара 1980. и, посебно, због текућег прогона турских Курда у земљи. Неколико хиљада људи је такође потражило уточиште у Немачкој због Либанског грађанског рата.

### 1990–данас

#### Југословенске избеглице
Због избијања ратова у Југославији 1991. године, велики број избеглица је кренуо ка Немачкој и другим европским земљама. Између 1990. и 1992. скоро 900.000 људи затражило је азил у уједињеној Немачкој. Немачка је 1992. године примила скоро 70 одсто свих тражилаца азила регистрованих у Европској заједници. Поређења ради, само око 100.000 људи затражило је азил у САД исте године. Све већи број тражилаца азила навео је Бундестаг да значајно смањи раније право неквалификованог становништва на азил у Немачкој, које су бивше немачке избеглице „држале светим јер су се ослањале на њега да побегну од нацистичког режима“ и које је захтевало уставни амандман. Захтеви појединаца који улазе у Немачку након што су прошли кроз друге земље чланице, где су теоретски већ могли да поднесу захтев за азил, сада су одбијени, као и захтеви држављана одређених сигурних земаља.
Иако је само око 5 процената захтева за азил одобрено, а жалбе су понекад биле потребне годинама за обраду, многи тражиоци азила су могли да остану у Немачкој и добијали су финансијску и социјалну помоћ од владе.

#### Миграциона криза 2015.
У јуну 2015. године, нови доласци тражилаца азила, који су годинама у сталном порасту, почели су нагло да расту, посебно подстакнути избеглицама које беже од ратова у Сирији, Ираку и Авганистану. Првобитна пројекција од 450.000 тражилаца азила који ће ући у Немачку за целу 2015. ревидирана је на 800.000 у августу и поново у септембру на преко 1 милион. Стварни коначни број је био 1,1 милион; Немачка је те године потрошила око 16 милијарди евра (0,5% БДП-а) на обраду и смештај избеглица.
Већина избеглица које су улазиле у Европу отприлике у то време дошла је копном преко такозване „балканске руте“.
У 2015. години већина Немаца је давала велику подршку надолазећем великом броју избеглица. Тадашња канцеларка Ангела Меркел је у говору изјавила, „Wir schaffen das“ (отприлике, „ми то можемо да урадимо“), који су нашироко користили медији, као и јавност, као дефиниција њене политике током кризе. Године 2015. највећи терет европске имиграционе кризе стављен је на Немачку када је 890.000 избеглица прешло границу и затражило азил, од којих је већина побегла из рата у Сирији. До 2018. године, 670.000 од 700.000 Сиријаца који живе у Немачкој емигрирало је као резултат унутрашњих сукоба и сукоба у Сирији почев од 2011. Истраживање из 2015. показује да је 46% целокупне немачке популације на неки начин омогућавало помоћ избеглицама. Свугде, немачки грађани су стварали иницијативе и групе за подршку тражиоцима азила, као и давали своје време да помогну на лицу места са избеглицама. Медији су помогли да се обликују немачки ставови, као и да су извршили притисак на владу покривајући жртве имиграције и приказивањем појединачних прича, које су их хуманизовали.
Широко распрострањени сексуални напади у новогодишњој ноћи 2015. године, за које је значајан број осумњичених били тражиоци азила, означили су промену у тону медијског извештавања и јавног мњења према избеглицама, иако је влада приметила да избеглице, статистички, немају више шансе да почине злочине у односу на мештане.
Од тада је број избеглица у Немачкој константно опадао сваке године, док су се депортације повећавале и износиле су око 20.000.

#### Избеглицеруско-украјинског рата
Русија је 24. фебруара 2022. напала Украјину у великој ескалацији руско-украјинског рата, који је почео 2014. године. Поред десетина хиљада мртвих на обе стране, ова инвазија је изазвала највећу избегличку кризу у Европи од Другог светског рата, са око 7,5 милиона Украјинаца који су избегли из земље, а трећина становништва расељена. Сходно томе, до октобра 2022. Немачка је забележила нето имиграцију од 750.000 људи из Украјине у првој половини 2022. године, према канцеларији, одговорној за прикупљање информација о немачком друштву, економији и животној средини. Долазак избеглица у овом периоду је довео до пораста становништва Немачке за 1%, или око 843.000 људи, у првој половини године. Број становника Немачке је 2022. године порастао на рекордних 84,3 милиона људи.

#### Демографија
Од 2014. године, око 16,3 милиона људи са имигрантским пореклом живело је у Немачкој, што чини сваку пету особу. Од тих 16,3 милиона, 8,2 милиона није имало немачко држављанство, више него икада раније. Већина њих је имала турско, источноевропско или јужноевропско порекло. Већина нових странаца који су дошли у Немачку 2014. године били су из нових земаља чланица ЕУ као што су Пољска, Румунија, Бугарска и Хрватска, европских земаља које нису чланице ЕУ као што су Албанија, Северна Македонија, Швајцарска и Норвешка или са Блиског истока, Африке, источне Азије, Јужна Азија, Југоисточна Азија, Јужна Америка, Северна Америка, Аустралија и Зеландија. Због текућих сукоба на Блиском истоку, многи људи се надају да ће добити азил у Европској унији и Немачкој. Огромна већина имиграната живи у такозваним старим државама Немачке.

## Имиграциони прописи

### Грађани ЕУ
Принципи слободног кретања радника Европске уније захтевају да сви грађани земаља чланица ЕУ имају право да траже и добију посао у Немачкој без обзира на држављанство. Ова основна правила за слободу кретања дата су у члану 39. Уговора о Европској унији.

### Држављани земаља које нису чланице ЕУ
Имиграција у Њемачку као не-држављанин ЕУ ограничена је на квалификоване или високообразоване раднике и чланове њихових ужих породица. У априлу 2012. године у Немачкој је примењено европско законодавство о плавој карти, омогућавајући висококвалификованим грађанима који нису из ЕУ лакши приступ раду и животу у Немачкој. Иако је примена шеме од тада у сталном порасту, њена употреба остаје скромна; у Немачкој је 2018. издато око 27.000 плавих картица.
Самозапошљавање захтева или почетно улагање од 250.000 евра и отварање најмање 5 радних места.

#### Закон о квалификованој имиграцији из 2019
Нови прописи су донети 2020. године. Да би се квалификовали за визу према новим правилима, подносиоци захтева морају добити званично признање у оквиру своје професионалне квалификације од органа за сертификацију признатог од стране немачке владе. Даље, подносилац захтева мора да испуни услове језичке компетенције и да добије изјаву од свог потенцијалног послодавца.

### Студентска виза
Према студији Савезне канцеларије за миграције и избеглице (БАМФ), око 54 одсто страних студената у Немачкој се одлучује да остане у Немачкој након дипломирања.

## Тражиоци азила и избеглице
Немачки закон о азилу заснива се на измени члана 16а Основног закона из 1993. године, као и на Конвенцији из 1951. и Протоколу из 1967. о статусу избеглица.
Немачка има једну од највећих популација Турака ван Турске. Курди чине 80 до 90 одсто свих турских избеглица у Немачкој, док су остатак избеглица бивши турски војни официри, наставници и други типови јавних службеника који су побегли од ауторитарне владе након покушаја државног удара у јулу 2016. Међу ирачким избеглицама у Немачкој, око 50 одсто су Курди. У Немачкој има око 1,2 милиона Курда.
У 2015. години, реагујући на релативно велики број неуспешних захтева за азил из неколико балканских земаља (Србија, Албанија, Косово* и Црна Гора), немачка влада је званично прогласила ове земље „генерално безбедним“ како би убрзала њихову обраду.

## Натурализација
Особа која је емигрирала у Немачку може изабрати да постане немачки држављанин. Стандардни пут до држављанства познат је као Anspruchseinbürgerung (отприлике, натурализација путем права). У овом процесу, када подносилац захтева испуни одређене критеријуме, он има право да постане немачки држављанин; одлука генерално не подлеже пресуди владиног званичника. Подносилац пријаве мора: ‍:19
- бити стални становник Немачке
- су легално живели у Немачкој најмање осам година или седам година ако су положили Интегратионскурс
- не живе од социјалне помоћи као главног извора прихода осим ако нису у могућности да раде (на пример, ако је подносилац захтева самохрана мајка)
- бити у стању да говори немачки на нивоу Б1 у ЦЕФР стандарду
- положити испит за држављанство. Испит тестира познавање немачког устава, владавине права и основних демократских концепата модерног немачког друштва. Такође укључује део о уставу савезне државе у којој подносилац представке има пребивалиште. Тест држављанства је обавезан. Подносилац захтева може да тражи изузеће због разлога као што је болест, инвалидност или старост.
- нису осуђивани за тешко кривично дело
- бити спремни да се закунете на лојалност демократији и уставу Немачке
- бити спремни да се одрекнете свих ранијих држављанстава, осим ако подносилац захтева не добије изузеће. Главни изузеци су:
  1. подносилац захтева је држављанин друге земље Европске уније или Швајцарске;
  2. подносилац представке је избеглица, има путну исправу из 1951. године;
  3. подносилац захтева је из земље у којој искуство показује да је немогуће или изузетно тешко бити ослобођен држављанства (као што су Алжир, Бразил, Иран, Либан, Мароко, Сирија, Тунис);
  4. одрицање од претходног држављанства би нанело подносиоцу представке озбиљну економску штету. Типичан пример је да особа не би могла да наследи имовину у земљи порекла.

Супружници и истополни цивилни партнери немачких држављана могу бити натурализовани након само 3 године боравка (и две године брака).
Под одређеним условима, деца рођена на немачком тлу после 1990. године аутоматски добијају немачко држављанство и, у већини случајева, имају и држављанство матичне земље својих родитеља.
Захтеви за натурализацију поднети ван Немачке су могући под одређеним околностима али су релативно ретки.

## Имигрантско становништво у Немачкој према земљи рођења
Према Федералном заводу за статистику Немачке 2012. године, 92% становника (73,9 милиона) у Немачкој имало је немачко држављанство, од чега су 80% становништва били Немци (64,7 милиона) без имигрантског порекла. Од 20% (16,3 милиона) људи имигрантског порекла, 3,0 милиона (3,7%) је имало турско, 1,5 милиона (1,9%) пољско, 1,2 милиона (1,5%) руско и 0,85 милиона (0,9%) италијанско порекло.
У 2014. години највише људи без немачког држављанства били су Турци (1,52 милиона), затим Пољаци (0,67 милиона), Италијани (0,57 милиона), Румуни (0,36 милиона) и грчки држављани (0,32 милиона).
Према подацима из 2021. године најчешће групе страних држављана резидента у Немачкој су:
| Ранг | Националност         | Становништво | Проценат страних држављана |
| ---- | -------------------- | ------------ | -------------------------- |
|      | Укупно               | 11.817.790   | 100 %                      |
| 1    | Турска               | 1.458.360    | 12,8                       |
| 2    | Пољска               | 870.995      | 7,6                        |
| 3    | Сирија               | 867.585      | 7,2                        |
| 4    | Румунија             | 844.535      | 7,0                        |
| 5    | Италија              | 646.845      | 5,7                        |
| 6    | Хрватска             | 434.610      | 3,7                        |
| 7    | Бугарска             | 410.885      | 3,4                        |
| 8    | Грчка                | 362.565      | 3,2                        |
| 9    | Авганистан           | 309.820      | 2,4                        |
| 10   | Ирак                 | 276.925      | 2,3                        |
| 11   | Русија               | 268.620      | 2,3                        |
| 12   | Косово*              | 262.005      | 2,2                        |
| 13   | Србија               | 252.335      | 2.1                        |
| 14   | Босна и Херцеговина  | 222.065      | 1,8                        |
| 15   | Мађарска             | 212.735      | 1,8                        |
| 16   | Шпанија              | 187.695      | 1,6                        |
| 17   | Аустрија             | 186.695      | 1,6                        |
| 18   | Индија               | 171.895      | 1,4                        |
| 19   | Украјина             | 155.310      | 1,3                        |
| 20   | Холандија            | 150.435      | 1,3                        |
| 21   | Кина                 | 146.450      | 1,3                        |
| 22   | Француска            | 140.495      | 1,2                        |
| 23   | Португал             | 138.730      | 1,2                        |
| 24   | Северна Македонија   | 132.435      | 1,1                        |
| 25   | Иран                 | 129.105      | 1,1                        |
| 26   | САД                  | 119.255      | 1,0                        |
| 27   | Вијетнам             | 110.515      | 0,9                        |
| 28   | Албанија             | 90.360       | 0,8                        |
| 29   | Мароко               | 85.805       | 0,7                        |
| 30   | Уједињено Краљевство | 84.945       | 0,7                        |
| 31   | Еритреја             | 78.740       | 0,7                        |
| 32   | Нигерија             | 77.785       | 0,7                        |
| 33   | Пакистан             | 77.355       | 0,7                        |
| 34   | Чешка Република      | 63.280       | 0,5                        |
| 35   | Словачка             | 62.235       | 0,5                        |
| 36   | Тајланд              | 59.200       | 0,5                        |
| 37   | Литванија            | 58.455       | 0,5                        |
| 38   | Сомалија             | 51.570       | 0,4                        |
| 39   | Бразил               | 50.975       | 0,4                        |
| 40   | Казахстан            | 47.560       | 0,4                        |
| 41   | Либан                | 42.280       | 0,4                        |
| 42   | Тунис                | 42.095       | 0,4                        |
| 43   | Гана                 | 42.070       | 0,4                        |
| 44   | Швајцарска           | 41.690       | 0,4                        |
| 45   | Летонија             | 40.750       | 0,4                        |
| 46   | Египат               | 40.715       | 0,3                        |
| 47   | Јужна Кореја         | 36.720       | 0,3                        |
| 48   | Молдавија            | 36.220       | 0,3                        |
| 49   | Јапан                | 35.980       | 0,3                        |
| 50   | Филипини             | 32.370       | 0,3                        |
|      | Друге националности  | 1.067.565    | 9,0                        |

## Поређење са другим земљама Европске уније
Према подацима Евростата, 47,3 милиона људи који живе у Европској унији 2010. године рођено је ван своје резидентне земље, што одговара 9,4% укупне популације ЕУ. Од тога је 31,4 милиона (6,3%) рођено ван ЕУ, а 16,0 милиона (3,2%) је рођено у другој држави чланици ЕУ. Највећи апсолутни број људи рођених ван ЕУ био је у Немачкој (6,4 милиона), Француској (5,1 милиона), Уједињеном Краљевству (4,7 милиона), Шпанији (4,1 милиона), Италији (3,2 милиона) и Холандији (1,4 милиона).
| Држава               | Тотална популација (хиљаде) | Укупно рођени у иностранству (хиљаде) | %    | Рођен у другој држави ЕУ (хиљаде) | %   | Рођен у држави која није чланица ЕУ (хиљаде) | %   |
| -------------------- | --------------------------- | ------------------------------------- | ---- | --------------------------------- | --- | -------------------------------------------- | --- |
| ЕУ 27                | 501.098                     | 47.348                                | 9,4  | 15.980                            | 3,2 | 31.368                                       | 6,3 |
| Немачка              | 81.802                      | 9.812                                 | 12,0 | 3.396                             | 4,2 | 6.415                                        | 7,8 |
| Француска            | 64.716                      | 7.196                                 | 11,1 | 2.118                             | 3,3 | 5.078                                        | 7,8 |
| Уједињено Краљевство | 62.008                      | 7.012                                 | 11,3 | 2.245                             | 3,6 | 4.768                                        | 7,7 |
| Шпанија              | 45.989                      | 6.422                                 | 14,0 | 2.328                             | 5,1 | 4.094                                        | 8,9 |
| Италија              | 60.340                      | 4.798                                 | 8,0  | 1.592                             | 2,6 | 3.205                                        | 5,3 |
| Холандија            | 16.575                      | 1.832                                 | 11,1 | 428                               | 2,6 | 1.404                                        | 8,5 |
| Грчка                | 11.305                      | 1.256                                 | 11,1 | 315                               | 2,8 | 940                                          | 8,3 |
| Шведска              | 9.340                       | 1.337                                 | 14,3 | 477                               | 5,1 | 859                                          | 9,2 |
| Аустрија             | 8.367                       | 1.276                                 | 15,2 | 512                               | 6,1 | 764                                          | 9,1 |
| Белгија (2007)       | 10.666                      | 1.380                                 | 12,9 | 695                               | 6,5 | 685                                          | 6,4 |
| Португал             | 10.637                      | 793                                   | 7,5  | 191                               | 1,8 | 602                                          | 5,7 |
| Данска               | 5.534                       | 500                                   | 9,0  | 152                               | 2,8 | 348                                          | 6,3 |

## Злочини
Само врло мали проценат, око 4% имиграната у Немачкој је оптужен за злочине. Држављани који нису немачки држављани су, генерално, превише заступљени међу осумњиченима у кривичним истрагама. Међутим, сложена природа података значи да није једноставно направити запажања о стопама криминала међу имигрантима. Један фактор је да је двоструко већа вероватноћа да ће се пријавити злочини које су починили страни држављани него они које су починили немачки држављани. Поред тога, стопа отклањања (проценат успешно решених кривичних дела) је изузетно ниска у неким категоријама, као што су џепарење (5% расветљено) и провале (17% расветљено). Када се разматрају само расветљени злочини, ненемачки држављани чине око 8% свих осумњичених. Несразмерно велики број организованих криминалих група у Немачкој воде имигранти или њихова деца. Једна петина истрага организованог криминала укључује једног или више осумњичених не-Немаца. Ово се приписује недостатку напора да се интегришу новопридошли имигранти 1960-их и 1970-их, који су у то време били виђени као „привремени” гастарбајтери.